# Paracetopsis atahualpa
Paracetopsis atahualpa es una especie de pez Siluriformes de la familia Cetopsidae.

## Hábitat
Es un pez de agua dulce y de clima tropical.

## Distribución geográfica
Se encuentran en Sudamérica: ríos Tumbes (el Perú) y Zarumilla (el Ecuador).